# Filialkirche Siegelsdorf

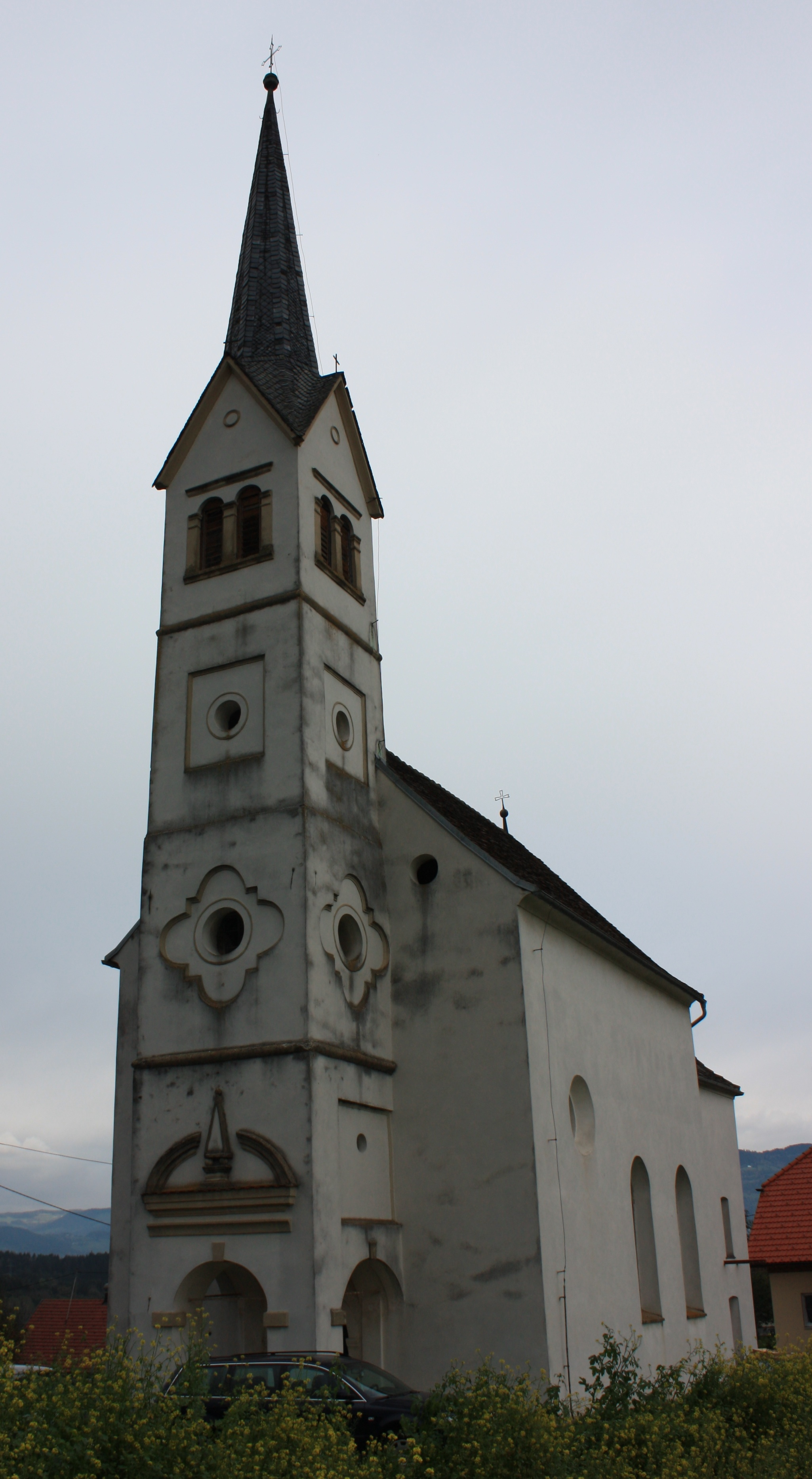

Die römisch-katholische Filialkirche Siegelsdorf steht im Ort Siegelsdorf (Gemeinde Wolfsberg) am Fuße der Saualpe. Sie ist dem Patrozinium des Heiligen Nikolaus unterstellt und gehört zur Pfarre St. Marein im Lavanttal. Der Vorgängerbau der Kirche wurde 1480 bei einem Türkeneinfall zerstört.

## Baubeschreibung
Die Kirche ist ein barocker Bau aus der Mitte des 17. Jahrhunderts. Der vorgestellte Westturm besitzt einen Spitzhelm. Das Rundbogentor der Turmvorhalle wird von einem gesprengten Giebel mit einem Obelisk bekrönt.
Der Innenraum des Langhauses wird durch Pilaster und ein umlaufendes Kämpfergesims gegliedert. Darüber erhebt sich ein Tonnengewölbe mit Stichkappen. Die dreiachsige Westempore liegt auf einem Kreuzgratgewölbe auf oktonalen Pfeilern. Der eingezogene Chor mit geradem Schluss besitzt ein Kreuzgratgewölbe.

## Einrichtung
Auf dem Hochaltar aus dem späten 17. Jahrhundert steht eine Kreuzigungsgruppe mit Maria und Johannes. Die Heiligenstatuen über den Opfergangportalen stammen aus dem 19. Jahrhundert. Die Ölbilder der beiden Seitenaltäre aus der ersten Hälfte des 18. Jahrhunderts zeigen die Heiligen Johannes Nepomuk und Franz Xaver. Zur weiteren Ausstattung der Kirche zählt ein Leinwandepitaph von 1613.